# 陈士球
陈士球（1938年11月4日—），男，安徽人，中华人民共和国政治人物、外交官。

## 生平
1998年，接替周刚，担任中华人民共和国驻印度尼西亚大使。2002年，由卢树民接任。